# Semseyit
Semseyit ist ein eher selten vorkommendes Mineral aus der Mineralklasse der „Sulfide und Sulfosalze“ mit der chemischen Zusammensetzung Pb9Sb8S21 und besteht damit aus Blei, Antimon und Schwefel im Verhältnis 9 : 8 : 21. Strukturell gehört Semseyit zu den Sulfosalzen.
Das Mineral ist in jeder Form undurchsichtig (opak), kristallisiert im monoklinen Kristallsystem und entwickelt meist tafelige bis prismatische Kristalle bis etwa zwei Zentimeter Größe, findet sich aber auch in Form rosettenförmiger Mineral-Aggregate von bleigrauer bis schwarzer Farbe. Frische Proben zeigen einen metallischen Glanz, die an der Luft allerdings mit der Zeit anlaufen und matt werden.

## Etymologie und Geschichte

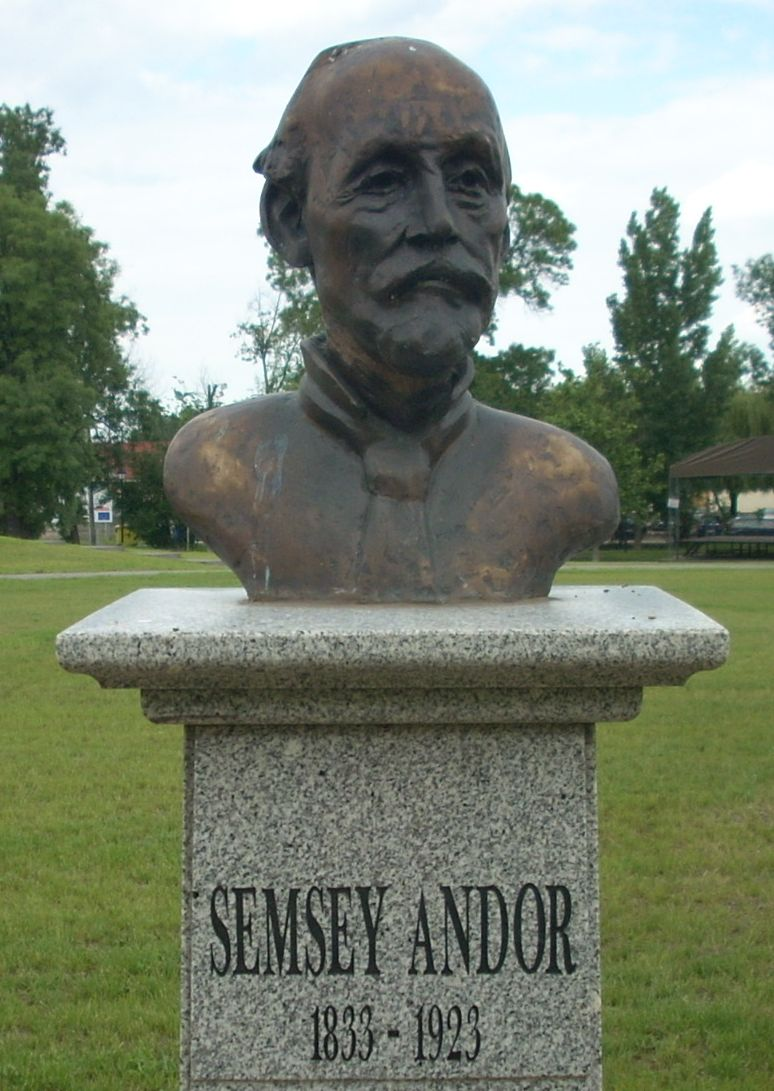
Andor von Semsey (1833–1923)

Erstmals gefunden wurde Semseyit im „Bergwerk Baia Sprie“ (Felsöbánya mine) in Rumänien und 1881 durch József Sándor Krenner (1839–1920). Er benannte das Mineral nach Andor von Semsey (1833–1923), einem ungarischen Edelmann und Hobbymineralogen.

## Klassifikation
Bereits in der veralteten, aber teilweise noch gebräuchlichen 8. Auflage der Mineralsystematik nach Strunz gehörte der Semseyit zur Mineralklasse der „Sulfide und Sulfosalze“ und dort zur Abteilung der „Sulfosalze (S : As,Sb,Bi = x)“, wo er zusammen mit Fülöppit, Heteromorphit, Plagionit und Rayit die unbenannte Gruppe II/E.21 bildete.
Die seit 2001 gültige und von der International Mineralogical Association (IMA) verwendete 9. Auflage der Strunz’schen Mineralsystematik ordnet den Semseyit ebenfalls in die Klasse der „Sulfide und Sulfosalze“, dort allerdings in die Abteilung der „Sulfosalze mit SnS als Vorbild“ ein. Diese ist zudem weiter unterteilt nach den in der Verbindung vorherrschenden Metallen, so dass das Mineral entsprechend seiner Zusammensetzung in der Unterabteilung „Nur mit Blei (Pb)“ zu finden ist, wo es nur noch zusammen mit Rayit die unbenannte Gruppe 2.HC.10d bildet.
Auch die vorwiegend im englischen Sprachraum gebräuchliche Systematik der Minerale nach Dana ordnet den Semseyit in die Klasse der „Sulfide und Sulfosalze“ und dort in die Abteilung der „Sulfosalze“ ein. Hier ist er als einziges Mitglied zusammen mit  in der „Fülöppitgruppe (monoklin: C2/c enthält Pb, Sb)“ mit der System-Nr. 03.06.20 innerhalb der Unterabteilung „Sulfosalze mit dem Verhältnis 2,0 < z/y < 2,49 und der Zusammensetzung (A+)i (A2+)j [By Cz], A = Metalle, B = Halbmetalle, C = Nichtmetalle“ zu finden.

## Kristallstruktur
Semseyit kristallisiert im monoklinen Kristallsystem in der Raumgruppe C2/c (Raumgruppen-Nr. 15) mit den Gitterparametern a = 13,60Å, b = 11,94 Å, c = 24,45 Å und β = 106,0° sowie vier Formeleinheiten pro Elementarzelle.

## Bildung und Fundorte
Semseyit scheidet sich in Hydrothermale Lösungen bei mittleren Temperaturen zwischen 300 und 350 °C ab. Begleitminerale sind unter anderem Bournonit, Jamesonit, Quarz, Sphalerit und Zinckenit.
Neben seiner Typlokalität Baia Sprie wurde das Mineral in Rumänien noch in der „Mine Herja“ (Baia Mare) und Satu Mare gefunden. Herja gilt dabei als eines der besten Vorkommen für Semseyit überhaupt, mit Mineralfunden zwischen einem und drei Zentimetern Größe und fächer- oder rosettenförmigem Aussehen.
Als eher seltene Mineralbildung kann Semseyit an verschiedenen Fundorten zum Teil reichlich vorhanden sein, insgesamt ist er aber wenig verbreitet. Als bekannt gelten bisher rund 160 Fundorte (Stand: 2017), so unter anderem in Jujuy und Salta in Argentinien; einigen Regionen der bolivianischen Departamento Oruro und Departamento Potosí; bei Chaskowo in Bulgarien; in der chinesischen Region Yizhang; mehreren Regionen von Deutschland und Frankreich; einigen Regionen Großbritanniens; in Bhilwara (Indien); Iran; Irland; den italienischen Regionen Piemont und Toskana; auf Honshū in Japan; in British Columbia und Ontario in Kanada; bei Obernberg am Brenner in Österreich; Peru; im Kreis Maramureș in Rumänien; in den östlichen und westlichen Regionen Sibiriens; Slowakei; Spanien; im tschechischen Böhmen; im ungarischen Pilsengebirge sowie einigen Regionen der USA.